# Louisville Slugger Field
O Louisville Slugger Field é um estádio localizado em Louisville, estado do Kentucky, nos Estados Unidos, possui capacidade total para 13.131 pessoas, é a casa do time do Louisville Bats, time de beisebol que joga na liga menor International League, também já foi casa do time de futebol Louisville City FC entre 2015 e 2019 que jogou na USL Championship, o estádio foi inaugurado em 2000.